# Grigorij Mkrtyčan
Grigorij Mkrtyčevič Mkrtyčan (in russo Григорий Мкртычевич Мкртычан?; Krasnodar, 3 gennaio 1925 – Mosca, 14 febbraio 2003) è stato un hockeista su ghiaccio sovietico.

## Palmarès

### Olimpiadi invernali
- 1 medaglia:
  - 1 oro (Cortina d'Ampezzo 1956)

### Mondiali
- 2 medaglie:
  - 1 oro (Stoccolma 1954)
  - 1 argento (Düsseldorf 1955)